# Patrimoine juif des départements, régions et territoires d’Outre-Mer
Pour les articles homonymes, voir Outremer.

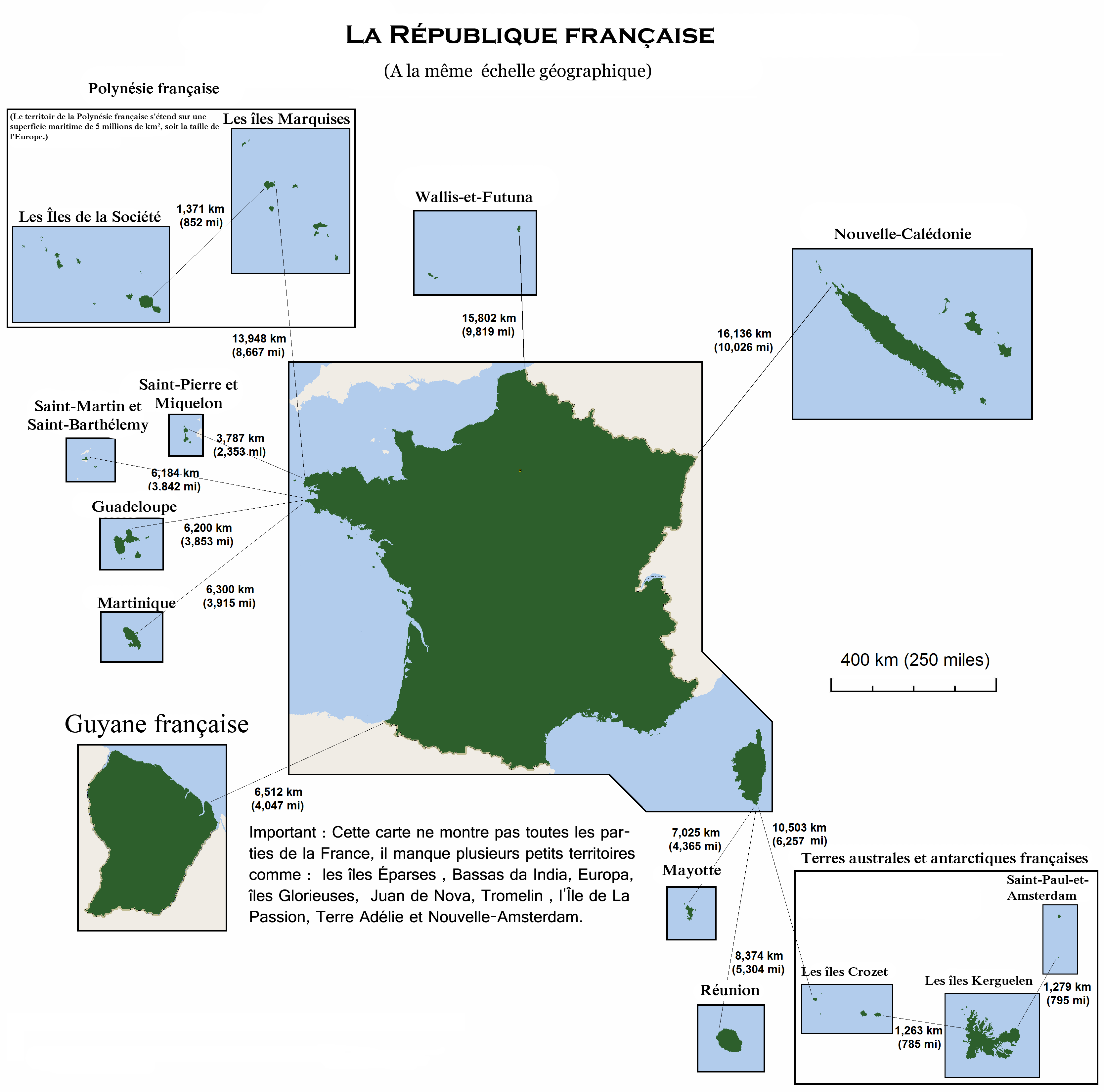
Carte des plus grandes parties du territoire français représentées à la même échelle

La présentation de cet inventaire s'inspire des listes de monuments historiques, incluant tous les éléments patrimoniaux ayant fait ou non l'objet d'une notice d'inventaire par les « Services régionaux de l'inventaire des départements, régions et territoires d’Outre-Mer », que les éléments soient ou non protégés au titre des monuments historiques où qu'ils aient disparu et ait été transformés où réutilisés à d'autres fins. 
Lorsqu'une communauté a complètement disparu, où n’est plus représentée que par quelques membres, la notice indique « Communauté disparue » en marge de chaque commune concernées.
Certains éléments protégés au titre des monuments historiques font parfois l'objet de deux notices distinctes : l'une établie par la Conservation régionale des monuments historiques (notices PA) et l'autre par le Service régional de l'inventaire de chaque région (IA).
D'une manière générale le patrimoine du XIXe siècle a été inscrit sur l'inventaire supplémentaire des monuments historiques, à l'exception de quelques éléments spécifiques (peintures, objets mobiliers et orgues qui ont été classés au titre des monuments historiques)...
C’est au XIXe siècle que certaines communautés introduisirent l’orgue dans les synagogues, en engageant un non-juif pour en jouer le Shabath et les fêtes.

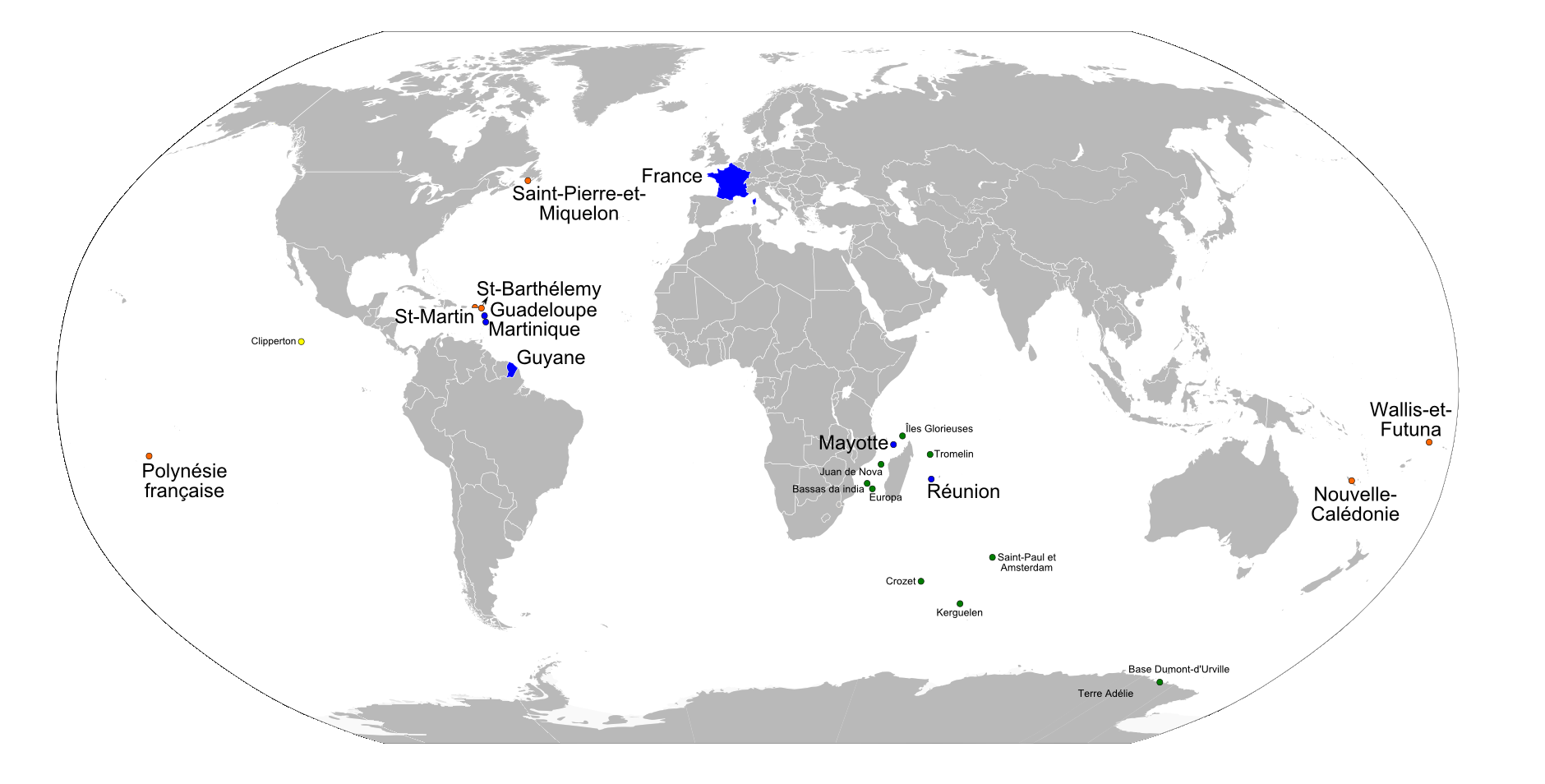
La France d'outre-mer.
Légende :
Métropole et DOM.
Nouvelle-Calédonie et COM.
TAAF.
Clipperton.
- Grande police : habité en permanence.
- Petite police : non habité en permanence.

## Introduction
L’appel à la croisade d’Urbain II en 1095 déclenche des persécutions de la part des paysans envers les communautés juives de France et d’Allemagne. Voir : Persécution des Juifs pendant la première croisade.
Il existait de nombreuses synagogues en France pendant les premiers siècles du Moyen Âge. Or, à la suite de la mort de son père survenu le 18 septembre 1180 Philippe II de France, dit Philippe Auguste, roi à quinze ans, est confronté à l'affaiblissement du pouvoir royal. L'une de ses premières décisions est totalement contraire à la politique suivie par son père : l'expulsion des juifs et la confiscation de leurs biens (17 avril 1182) tranche avec la protection que Louis VII avait accordée à la communauté juive. La raison officiellement donnée désigne les juifs responsables de calamités diverses, mais l'objectif réel est surtout de renflouer les caisses royales, bien mal en point en ce début de règne. Ces mesures ne dureront pas : l'interdiction du territoire cesse en 1198, et l'attitude conciliatrice qu'avait adoptée Louis VII redevient bientôt la norme. C'est à cette période que Philippe Auguste fit détruire ou convertir les synagogues en églises.
La question juive a été discutée à plusieurs reprises de 1789 à 1791 par l'Assemblée constituante. La pleine citoyenneté est d'abord accordée aux Juifs du Sud-Ouest et à ceux de la Provence, Avignon et le Comtat Venaissin et le 28 septembre 1791 à tous les Juifs du royaume. Les dernières lois discriminatoires ne sont abolies que sous la monarchie de juillet (Voir : Juifs et judaïsme en Europe)
Les recherches historiques et documentaires portent de ce fait sur l’ensemble des informations liées à la culture, la mémoire et le patrimoine architectural et mobilier juifs, et à ce qui peut contribuer à illustrer l’histoire du judaïsme. On pourra lister également les monuments Mémoriaux de la Shoah, les éléments de la résistance juive en France, mais sans élargir le débat à toutes les victimes françaises (d’autres articles leur étant consacrés par ailleurs).
Une "Association européenne pour la préservation et la valorisation de la culture et du patrimoine juifs" (AEPJ) fait découvrir les sites juifs au grand public, à savoir entre autres les synagogues, cimetières, bains rituels, musées, quartiers, monuments juifs, notamment par l’organisation annuelle de la journée européenne de la culture juive. L’AEPJ est également chargée de développer et de faire connaître l’"Itinéraire européen du patrimoine juif".

## Patrimoine juif par collectivité ultramarine
, 

### Guadeloupe
| Monument                                                                                  | Commune   | Adresse                             | Coordonnées    | Notice | Protection | Date | Illustration                                                                              |
| ----------------------------------------------------------------------------------------- | --------- | ----------------------------------- | -------------- | ------ | ---------- | ---- | ----------------------------------------------------------------------------------------- |
| Synagogue Or-Sameah et Communauté cultuelle israélite de la Guadeloupe (CCIG), Guadeloupe | Le Gosier | Lotissement du Fort n°1 Bas du Fort | à géolocaliser |        |            | 1988 | Synagogue Or-Sameah et Communauté cultuelle israélite de la Guadeloupe (CCIG), Guadeloupe |

### Guyane
| Monument                | Commune | Adresse | Coordonnées    | Notice | Protection | Date | Illustration            |
| ----------------------- | ------- | ------- | -------------- | ------ | ---------- | ---- | ----------------------- |
| Pas de patrimoine connu |         |         | à géolocaliser |        |            |      | Pas de patrimoine connu |

### Martinique
| Monument                                                       | Commune   | Adresse                                                          | Coordonnées    | Notice | Protection | Date | Illustration                                                   |
| -------------------------------------------------------------- | --------- | ---------------------------------------------------------------- | -------------- | ------ | ---------- | ---- | -------------------------------------------------------------- |
| Synagogue, ACI Centre communautaire - Kenaf Haarets Martinique | Schœlcher | Centre communautaire- Kenaf Haarets Martinique, 12, anse Gouraud | à géolocaliser |        |            | 1848 | Synagogue, ACI Centre communautaire - Kenaf Haarets Martinique |

### Mayotte
| Monument                | Commune | Adresse | Coordonnées    | Notice | Protection | Date | Illustration            |
| ----------------------- | ------- | ------- | -------------- | ------ | ---------- | ---- | ----------------------- |
| Pas de patrimoine connu |         |         | à géolocaliser |        |            |      | Pas de patrimoine connu |

### Nouvelle-Calédonie
| Monument                                                        | Commune | Adresse | Coordonnées    | Notice | Protection | Date | Illustration                                                    |
| --------------------------------------------------------------- | ------- | --- | -------------- | ------ | ---------- | ---- | --------------------------------------------------------------- |
| Synagogue, Communauté cultuelle israélite de Nouvelle-Calédonie | Nouméa  | 103 route 13 Vallée des Colons. A.C.I. 4, rue du Capitaine-Perraud et le Centre communautaire juif, quartier de Tina | à géolocaliser |        |            | 1987 | Synagogue, Communauté cultuelle israélite de Nouvelle-Calédonie |

### Polynésie française
, 
| Monument                                                                           | Commune | Adresse                                              | Coordonnées    | Notice | Protection | Date | Illustration                                                                       |
| ---------------------------------------------------------------------------------- | ------- | ---------------------------------------------------- | -------------- | ------ | ---------- | ---- | ---------------------------------------------------------------------------------- |
| Synagogue « HaAva véHaHava » avec ses magnifiques vitraux rappelant les solennités | Papeete | 17 rue Morenhout / prince Hinoi, quartier Fariipiti, | à géolocaliser |        | Voir aussi | 1993 | Synagogue « HaAva véHaHava » avec ses magnifiques vitraux rappelant les solennités |

### La Réunion
| Monument                     | Commune         | Adresse                           | Coordonnées    | Notice | Protection | Date | Illustration                 |
| ---------------------------- | --------------- | --------------------------------- | -------------- | ------ | ---------- | ---- | ---------------------------- |
| Synagogue, CJR de la Réunion | Sainte-Clotilde | 23 rue Jean Cocteau Champs Fleury | à géolocaliser |        | Voir aussi | 2001 | Synagogue, CJR de la Réunion |